# Ligne Z du métro de New York
 (janvier 2022).
Si vous disposez d'ouvrages ou d'articles de référence ou si vous connaissez des sites web de qualité traitant du thème abordé ici, merci de compléter l'article en donnant les références utiles à sa vérifiabilité et en les liant à la section « Notes et références ».
Pour les articles homonymes, voir Ligne Z.
La ligne Z Nassau Street Express (autrefois Jamaica Express) est une ligne (au sens de desserte ou service en anglais) du métro de New York. Sa couleur est le marron étant donné qu'elle circule sur la BMT Nassau Street Line sur la majorité de son tracé à Manhattan. Elle est issue du réseau de l'ancienne Brooklyn-Manhattan Transit Corporation (BMT), rattachée à la Division B et dessert 20 stations. Tout comme la ligne J qui suit le même parcours, elle emprunte l'Archer Avenue Line et la BMT Jamaica Line, et entre dans Manhattan via le pont de Williamsburg pour emprunter la BMT Nassau Street Line. Dans la nomenclature du métro, elle est ainsi parfois regroupée avec la J Nassau Street Local sous le terme de desserte J/Z. 
Alors que les métros J circulent en continu, la desserte Z ne fonctionne que pendant les heures de pointe, et uniquement dans la direction la plus encombrée. Les deux terminus de la ligne sont Jamaica Center – Parsons/Archer dans le Queens et Broad Street à Manhattan.

## Caractéristiques

### Stations

Tracé de la desserte Z dans le Queens, Brooklyn et Manhattan. En outre, le tracé est identique à celui suivi par les métros J qui desservent cependant dix stations de plus en omnibus.

|           | Station                             | Horaires                               | Correspondances                                 |
| --------- | ----------------------------------- | -------------------------------------- | ----------------------------------------------- |
| Queens    |                                     |                                        |                                                 |
|           | Jamaica Center – Parsons/Archer     | Heures de pointe (direction encombrée) | (E) · (J)                                       |
|           | Sutphin Boulevard/Archer Avenue-JFK | Heures de pointe (direction encombrée) | LIRR, AirTrain JFK                              |
|           | 121st Street                        | Heures de pointe (direction encombrée) |                                                 |
|           | 104th Street                        | Heures de pointe (direction encombrée) |                                                 |
|           | Woodhaven Boulevard                 | Heures de pointe (direction encombrée) | (J)                                             |
|           | 75th Street-Elderts Lane            | Heures de pointe (direction encombrée) |                                                 |
| Brooklyn  |                                     |                                        |                                                 |
|           | Crescent Street                     | Heures de pointe (direction encombrée) | (J)                                             |
|           | Norwood Avenue                      | Heures de pointe (direction encombrée) |                                                 |
|           | Van Siclen Avenue                   | Heures de pointe (direction encombrée) |                                                 |
|           | Alabama Avenue                      | Heures de pointe (direction encombrée) | (J)                                             |
|           | Broadway Junction                   | Heures de pointe (direction encombrée) | (A) · (C) · (J) · (L)                           |
|           | Chauncey Street                     | Heures de pointe (direction encombrée) |                                                 |
|           | Gates Avenue                        | Heures de pointe (direction encombrée) |                                                 |
|           | Myrtle Avenue                       | Heures de pointe (direction encombrée) | (J) · (M)                                       |
|           | Marcy Avenue                        | Heures de pointe (direction encombrée) | (J) · (M)                                       |
| Manhattan |                                     |                                        |                                                 |
|           | Essex Street                        | Heures de pointe (direction encombrée) | (F) · (M) · (J)                                 |
|           | Bowery                              | Heures de pointe (direction encombrée) | (J)                                             |
|           | Canal Street                        | Heures de pointe (direction encombrée) | (4) · (6) · (<6>) · (J) · (N) · (Q) · (R) · (W) |
|           | Chambers Street                     | Heures de pointe (direction encombrée) | (4) · (5) · (6) · (<6>) · (J)                   |
|           | Fulton Street                       | Heures de pointe (direction encombrée) | (2) · (3) · (4) · (5) · (A) · (C) · (J)         |
|           | Broad Street                        | Heures de pointe (direction encombrée) | (J)                                             |